# Луций Матукций Фусцин
Луций Матукций Фусцин (на латински: Lucius Matuccius Fuscinus) e политик и сенатор на Римската империя през 2 век.
През 159 г. той е суфектконсул заедно с Марк Пизибаний Лепид.